# Nabi Salih
Nabi Salih, talvolta Nabi Saleh (in arabo النبي صالح‎?), è un villaggio della Palestina, facente parte del Governatorato di Ramallah e al-Bireh nella Cisgiordania centrale, situato a 20 chilometri a nord-ovest di Ramallah. Nel 2017 contava una popolazione di 500 abitanti.

## Storia
Nel villaggio sono stati rinvenuti frammenti di vasi di epoca romana e bizantina.

### Era ottomana
Nabi Salih, come tutta la Palestina, fu incorporato nell'impero ottomano nel 1517, e qui furono trovati anche resti della prima era ottomana. Nel registro delle imposte del 1596, il villaggio era chiamato con il nome di Dayr Salih. Aveva una popolazione composta da due famiglie, entrambe musulmane.
L'esploratore francese Victor Guérin visitò il luogo due volte nel XIX secolo.  Nel 1870 Guérin stimò che il villaggio avesse 150 abitanti, mentre un elenco di villaggi ottomani risalente all'incirca allo stesso anno mostrava che "Nebi Salih" aveva 5 case e una popolazione di 22 abitanti, sebbene il numero di abitanti includesse solo uomini.
Nel 1896 la popolazione di Nabi Salih era stimata in circa 102 persone.

### Era britannica
Nel censimento del 1922 in Palestina c'erano 105 persone che vivevano a Nabi Salih, tutti musulmani, salendo a 144 nel censimento del 1931.
Secondo le statistiche del 1945, la popolazione era di 170 abitanti tutti musulmani, mentre la superficie totale occupata dal villaggio era di 2.846 dunum. Di questi, 862 erano piantagioni e terreni irrigabili, 669 per cereali, mentre 11 dunam erano classificati come aree edificate.

### Era giordana
Sulla scia della guerra arabo-israeliana del 1948 e dopo gli accordi di armistizio del 1949, Nabi Salih passò sotto il dominio giordano.
Nel 1961, la popolazione era di 337. Dopo la guerra dei sei giorni nel 1967, Nabi Salih è passato sotto l'occupazione israeliana .
La popolazione è diminuita sostanzialmente dopo la guerra dei sei giorni, a causa dei residenti che fuggivano dal sito verso altre località palestinesi o giordane. Nel 1982 la popolazione raggiunse i 179 abitanti.